# (17038) Wake
(17038) Wake est un astéroïde de la ceinture principale.

## Description
(17038) Wake est un astéroïde de la ceinture principale. Il fut découvert le 26 mars 1999 à Reedy Creek par John Broughton. Il présente une orbite caractérisée par un demi-grand axe de 2,62 UA, une excentricité de 0,08 et une inclinaison de 5,9° par rapport à l'écliptique.
Son nom rend hommage à l'Australienne Nancy Wake, une héroïne de la Seconde Guerre mondiale qui combattit dans la clandestinité en France occupée, la résistante la plus décorée.

## Compléments